# Деревенщина в Беверли-Хиллз (фильм)
«Деревенщина в Беверли-Хиллз» (англ. The Beverly Hillbillies) — американская комедия Пенелопы Сфирис 1993 года, основанная на одноимённом ситкоме CBS 1960-х годов. В фильме в эпизодических ролях появились Бадди Эбсен (исполнитель роли Джеда в  сериале), Долли Партон, Тина Мари и Жа Жа Габор. 

## Сюжет
Джед — глава семьи, состоящей, кроме него самого, из его матери, племянника и дочери по имени Элли Мэй; он владеет участком земли, на котором находится болото. Однажды на охоте Джед случайно обнаруживает в болоте огромные запасы нефти, продаёт землю за миллиард долларов и переезжает вместе с семьёй в роскошный особняк в Беверли Хиллз. Вскоре после этого он решает жениться, и его племянник начинает поиски жены для дяди. Узнав об этом, аферистка Лаура Джексон под видом французской гувернантки для Элли Мэй проникает в их дом. Она узнаёт о всех предпочтениях Джеда и, воспользовавшись этим, пытается понравиться ему. В конечном итоге  запутанный Джед решает жениться на Лауре, но о её коварных задумках узнаёт мать Джеда. Тогда Лаура, вместе со своим подручным Тайлером отправляют старушку в дом престарелых, чтобы та не помешала свадьбе. Финансовый советник Джеда Джейн Хэтэвэй, беспокоясь о бабушке, берётся за её спасение. После вызволения из дома престарелых они вместе отправляются на свадьбу, на которую к тому времени уже съехались все родственники Джеда из Арканзаса, и срывают торжество. Лауру и Тайлера забирает полиция, а чтобы приезд родственников оказался не напрасным, Джед устраивает шикарный праздник.

## В ролях
- Джим Варни — Джед
- Дидрих Бадер — Джетро
- Эрика Элениак — Элли Мэй
- Клорис Личман — Бабушка
- Лили Томлин — Джейн Хэтэвэй
- Леа Томпсон — Лаура Джексон
- Роб Шнайдер — Тайлер
- Дэбни Коулмен — Мильбарн Дрисдэйл
- Пенни Фуллер — Маргарет
- Долли Партон — играет себя
- Жа Жа Габор — играет себя

## Съёмочная группа
- Режиссёр — Пенелопа Сфирис
- Продюсёры — Ян Брюс, Пенелопа Сфирис
- Сценарий — Лоуренс Коннер, Марк Розентал, Джим Фишер, Джим Столл
- Композитор — Лало Шифрин
- Оператор — Роберт Бринкман
- Монтаж — Росс Альберт

## Кассовые сборы
В первую неделю проката в США фильм собрал $9 525 375. Общие кассовые сборы в США составили $41 954 205.